# Oskar Lafontaine
Oskar Lafontaine ([ˈlafɔntɛn]IPA; * 16. září 1943) je německý politik. V letech 1998 až 1999 byl spolkovým ministrem financí. Před tím byl od roku 1985 až do roku 1998 předsedou zemské vlády v Sársku. V letech 1995 až 1999 byl předsedou Sociálnědemokratické strany (SPD).
V roce 2005 opustil SPD a od roku 2007 byl předsedou nově vzniklé Die Linke (Levice). V roce 2009 opustil spolkové politické funkce, což zdůvodnil zdravotními důvody, jelikož mu byla diagnostikována rakovina prostaty.

## Původ a vzdělání
Lafontaine se narodil ve městě Saarlouis do rodiny řemeslníků. Jeho otec Hans byl pekař, byl zabit jako voják na frontě druhé světové války. Oskar strávil své dětství s matkou Katharinou rozenou Fernerovou a svým dvojčetem Hansem v Dillingenu.
Navštěvoval katolický episkopální ústav v Prümu a tam vystudoval veřejné gymnázium. V roce 1962 obdržel stipendium od nadace katolické církve a začal studovat fyziku na univerzitách v Bonnu a Sársku. Lafontaine absolvoval v roce 1969. Pracoval v dopravní společnosti VVS, od roku 1971 do odchodu v roce 1974 byl v jeho správní radě.

## Politická kariéra
Politickou dráhu začal v Saarbrückenu, kde byl i starostou. Ve známost vešel jako kritik plánu kancléře Helmuta Schmidta na rozmístění raket Pershing II v Německu. Od roku 1985 do roku 1998 působil jako předseda zemské vlády v Sársku. V této pozici se snažil pomocí dotací udržet v chodu největší průmyslové podniky, tj. ocelárny a uhelné doly. V letech 1992 až 1993 byl předsedou Spolkové rady.

### Kandidát kancléřství a terč pokusu o atentát

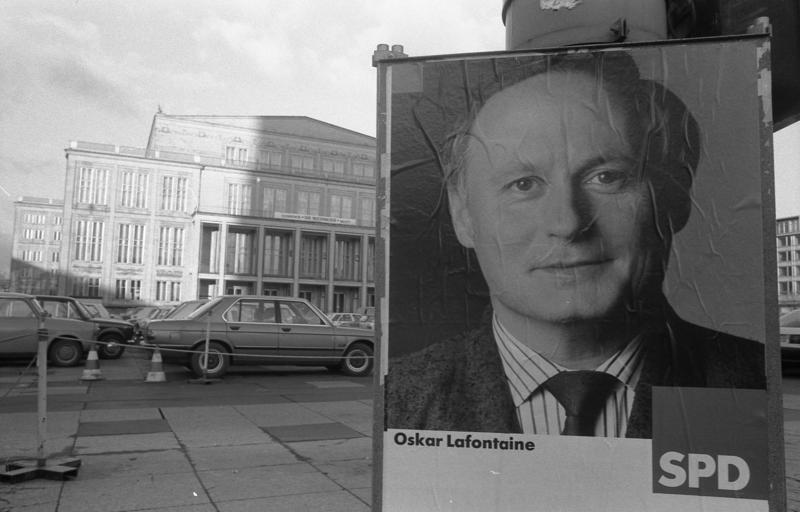
Lafontainův volební plakát, 1990

V roce 1990 se Lafontaine stal volebním lídrem SPD ve spolkových volbách. Ty se konaly pouhé dva měsíce po sjednocení Německa v době, kdy měla úřadující vláda Helmuta Kohla téměř neotřesitelné postavení. Ačkoli volby prohrál, dokázal zajistit SPD nárůst počtu mandátů na 46.
Během kampaně ho psychicky vyšinutá žena napadla po jeho vystoupení v Kolíně nad Rýnem. Sekla ho do krční tepny. Následkem zranění byl několik dní v kritickém stavu.

### Politický návrat
V roce 1995 byl na mannheimském sněmu SPD nečekaně zvolen nástupcem Rudolfa Scharpingga do funkce předsedy strany. Odmítl systém bipartijní spolupráce mezi CDU a SPD. Tvrdil, že spoluprací s Kohlem by jen odložil jeho nevyhnutelný odchod.
SPD díky této strategii dosáhla nečekaně jasného vítězství ve volbách v roce 1998 a v září byl jmenován ministrem financí v první vládě Gerharda Schrödera.

### Ministr financí
Během svého krátkého působení ve funkci ministra financí se stal strašákem pro britské euroskeptiky. Navrhoval totiž mimo jiné okamžitou harmonizaci daňového systému v Evropské unii, což by mělo za následek zvýšení britských daní. V roce 1998 ho britský deník The Sun označil za nejnebezpečnějšího muže v Evropě. Později nicméně Lafontaine vyzval k zrušení eura.
11. března 1999 Lafontaine odstoupil ze všech funkcí s tím, že "nedostatečná spolupráce" v kabinetu se stala neúnosnou. Až do vzniku Die Linke pak pravidelně útočil na Schröderovu vládu v bulvárním deníku Bild.

### Odchod z SPD a vznik Levice
24. května 2005 Lafontaine opustil SPD. Po dvou týdnech spekulací oznámil, že bude hlavním lídrem strany Die Linke (Levice), která vznikala z koalice západoněmecké Strany práce a sociální spravedlnosti a Levicové strany.PDS, která byla nástupcem komunistické Jednotné socialistické strany (SED), která vládla před sjednocením Německa ve Východním Německu. Lafontaine se stal členem WASG a stal se jejím volebním lídrem pro spolkové volby v roce 2005 v Severním Porýní-Vestfálsku. Pokoušel se také neúspěšně o zvolení v místních volbách v Saarbrückenu. Lafontaine nicméně dovedl Die Linke k nejlepšímu výsledku v západoněmeckých spolkových zemích.
V roce 2007, kdy se Die Linke přerodila z koalice na regulérní stranu, stal se jejím předsedou společně s Lotharem Biskym.
V květnu 2009 prohlásil, že "finanční kapitalismus selhal. Potřebujeme demokratizovat ekonomiku. Pracující musí mít daleko větší slovo ve svých podnicích, než tomu bylo doposud."

## Rodinný život
Lafontaine byl čtyřikrát ženatý a má dva syny od své druhé a třetí manželky. V listopadu 2011, Lafontaine oficiálně představil političku Sahru Wagenknechtovou, která je o 26 let mladší, jako svou novou přítelkyní. Od 22. prosince 2014 jsou manželé.
Je nepraktikující katolík.

## Kritika
Lafontainův článek v časopisu Der Spiegel o Erichu Honeckerovi, státním a stranickém lídru komunistického Východního Německa, který pocházel stejně jako Lafontaine ze Sárska, byl mnoha oponenty označen jako nekritický. 
Lafontaine žije ve vilovém domě, široce známém jako "palác sociální spravedlnosti" (Palast der sozialen Gerechtigkeit). Když se ho ptali, zda to není v konfliktu s jeho socialistickým smýšlením, Lafontaine odpověděl, že levicoví politici nemusejí být chudí, ale mají bojovat proti chudobě.

## Dílo
- Das Lied vom Teilen. Die Debatte über Arbeit und politischen Neubeginn. Heyne, München 1989, ISBN 3-453-04001-5.
- Keine Angst vor der Globalisierung. Wohlstand und Arbeit für alle. Dietz Verlag, Bonn 1998, ISBN 3-8012-0265-8 (zusammen mit Christa Müller).
- Das Herz schlägt links. Econ Verlag, München 1999, ISBN 3-430-15947-4.
- Die Wut wächst. Politik braucht Prinzipien. Econ Verlag, München 2003, ISBN 3-548-36492-6.
- Politik für alle. Für eine Streitschrift gerechtere Gesellschaft. Econ Verlag, München 2005, ISBN 3-430-15949-0.